# Reggenza delle Molucche Centrali
Quella delle Molucche Centrali (in indonesiano: Kabupaten Maluku Tengah) è una reggenza dell'Indonesia, situata nella provincia delle Molucche. La superficie della reggenza si estende sull'aarea centrale dell'isola di Ceram (di cui occupa quasi la metà), sulle Isole Lease, sull'area settentrionale dell'isola di Ambon e sulle Isole Banda-